# Abdon Stryszak
Abdon Stryszak (ur. 30 grudnia 1908 w Domatowie koło Pucka, zm. 27 listopada 1995 w Warszawie) – lekarz weterynarii, epizootiolog, wykładowca Akademii Lekarskiej w Gdańsku, profesor Uniwersytetu Warszawskiego, a później Szkoły Głównej Gospodarstwa Wiejskiego.

## Życiorys
Studiował na Wydziale Weterynaryjnym Uniwersytetu Warszawskiego. Członek korporacji akademickiej „Cassubia”. W młodości pracował w Gdyni. Obronił doktorat w 1935. Założyciel Zakładu Higieny Weterynaryjnej w Gdańsku w 1945. 
Od 1948 profesor Uniwersytetu w Warszawie, a od 1958 profesor zwyczajny Szkoły Głównej Gospodarstwa Wiejskiego w Warszawie. Do 1952 pracował również w Instytucie Medycyny Morskiej i Tropikalnej w Gdańsku. Od 1960 – jako pierwszy lekarz weterynarii – członek korespondent PAN, od 1969 członek rzeczywisty. W 1963 został doktorem honoris causa Wyższej Szkoły Weterynaryjnej w Hanowerze. Napisał „Epizootiologię ogólną” (dwa wydania: w 1954 oraz w 1961 – wydanie II poprawione i uzupełnione). Książkę tę opublikowano również w języku czeskim. Był w Radzie Naukowej Instytutu Weterynarii w Puławach, Morskiego Instytutu Rybackiego w Gdyni, warszawskiego Ogrodu Zoologicznego i innych. Sprawował stanowisko przewodniczącego Komitetu Nauk Weterynaryjnych Polskiej Akademii Nauk od 1969 do 1977.
Od 1979 na emeryturze. Był aktywnym członkiem Komitetu Rozwoju Gospodarczego Ziemi Kaszubskiej, choć były to pozorne inicjatywy ze strony administracji państwowej i partyjnej. Później był współzałożycielem Zrzeszenia Kaszubskiego. Wyróżniony tytułem Członka Honorowego Zrzeszenia Kaszubsko-Pomorskiego. Mówił, pisał i czytał po kaszubsku, niemiecku i także w kilku innych językach obcych.

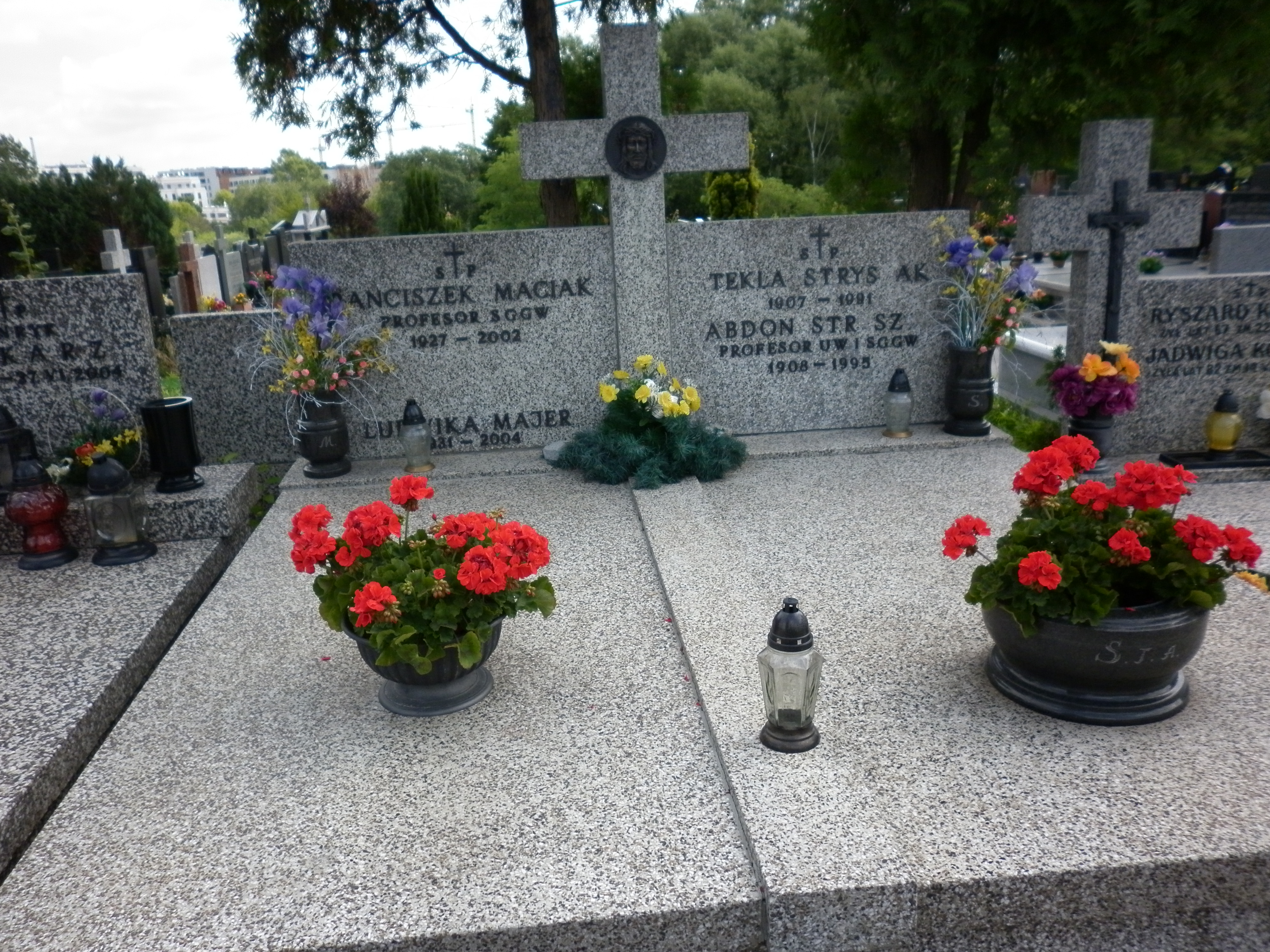
Grób Abdona Stryszaka na starym cmentarzu na Służewie

Został wyróżniony m.in. Medalem Kopernika Polskiej Akademii Nauk, Medalem Honorowym Polskiego Towarzystwa Nauk Weterynaryjnych „Pro Scientia Veterinaria Polona”, Medalem Komisji Edukacji Narodowej, 
Medalem 10-lecia Polski Ludowej, odznaką tytułu honorowego Zasłużony Nauczyciel PRL, a także Krzyżem Komandorskim z Gwiazdą, Komandorskim i Oficerskim Orderu Odrodzenia Polski. Otrzymał nagrody resortowe I (1963) i II (1973) stopnia. 
Od 1 stycznia 2021 roku Zakład Higieny Weterynaryjnej w Gdańsku nosi imię profesora Abdona Stryszaka. 
Został pochowany na starym cmentarzu na Służewie w Warszawie.